# Сатаховці
Сатаховці (словен. Satahovci) — поселення в общині Мурська Собота, Помурський регіон, Словенія. Висота над рівнем моря: 191,7 м.